# Ingeborgpsalter

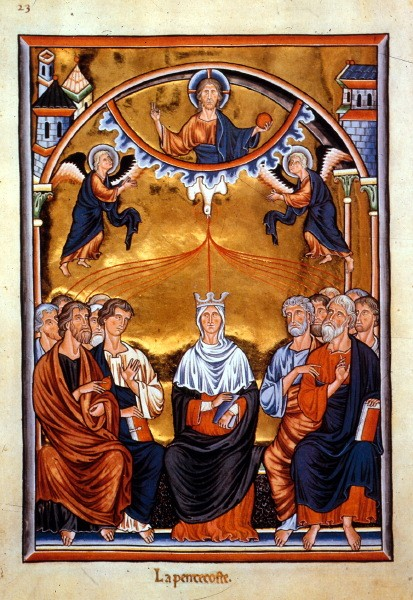
Ingeborgpsalter, Pinksterminiatuur.

Het Ingeborgpsalter is een verlucht psalter gemaakt op het einde van de twaalfde of het begin van de dertiende eeuw, waarschijnlijk voor Ingeborg van Denemarken de tweede echtgenote van Filips II van Frankrijk. Het handschrift wordt vandaag bewaard in het Musée Condé te Chantilly met als signatuur Ms. 9.

## Beschrijving
Het psalter omvat 197 perkamenten folia van 304 x 204 mm. Op de eerste 27 folia zijn er 51 miniaturen van telkens een halve bladzijde, op enkele miniaturen na die op een volledige bladzijde zijn uitgevoerd, waarbij onder meer de boom van Jesse en een pinksterminiatuur . Het handschrift is geschreven in het Latijn in een vroeg gotisch schrift, maar de legendes bij de miniaturen zijn in het Oudfrans. Het boek bevat naast een kalender de 150 psalmen toegeschreven aan Koning David, de Litanie van alle Heiligen en enkele andere gebeden.

## Geschiedenis
Noch de eerste eigenaar van het handschrift, noch de opdrachtgevers van het werk zijn gekend maar het manuscript zelf bevat belangrijke hints. Vooreerst heeft Léopold Delisle aangetoond dat het psalter gemaakt werd voor een dame, zoals blijkt uit de wijzigingen die werden aangebracht in de gebeden aan het einde van het manuscript waarbij een aantal woorden met vrouwelijke verbuiging zoals famule tue, debitrix, pollicita, digna, peccatrix etc. vervangen werden door de mannelijke variant famulo tuo, debitor, pollicitus, dignus en peccator.
Delisle merkt ook op dat gezien de luxueuze uitvoering van het handschrift, het een hooggeplaatste dame moet geweest zijn en bovendien zijn in de kalender van het handschrift drie sterfdata genoteerd die in verband kunnen gebracht worden met Ingeborg van Denemarken namelijk:
- III nonas maii. Obiit Sofia, regina Dacie.
- III idus maii. Obiit Waldemarus, rex Danorum
- XIII kalendas julii. Obiit Alienor, comitissa Veremandie

Alienor comitissa Vermandie is Eleonora van Vermandois, vriendin en steun van Ingeborg, Waldemarus rex danorum is Waldemar I van Denemarken haar vader die stierf op 12 mei 1182 en Sofia regina Dacie is Sophia van Minsk de moeder van Ingeborg, gestorven op 5 mei 1198. Uit deze notities kan opgemaakt worden dat Ingeborg van Denemarken naar alle waarschijnlijkheid eigenares van het Psalter is geweest, wat natuurlijk nog niet betekent dat zij ook de eerste eigenares was.

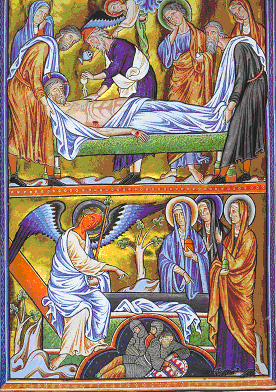
Ingeborgpsalter, Graflegging en verrijzenis.

Ingeborg van Denemarken huwde op 14 augustus 1193 met Filips August van Frankrijk, weduwnaar van Isabella van Henegouwen, in Amiens. De dag daarop werd ze tot koningin van Frankrijk gekroond in de basiliek van Reims. Maar onmiddellijk na de plechtigheid, niemand weet waarom, werd ze door Philippe verstoten. De koningin wordt opgesloten in abdij van Saint-Maur-des-Fossés. Pas in 1212 als alle pogingen van Philippe om van haar te scheiden mislukt waren, wordt ze in ere hersteld.
In de kalender vinden we op datum van 27 juli nog een notitie die luidt:
- Sexto kalendas augusti, anno domini MCC quarto decimo veinqui phelippe, li rois de france, en bataille, le roi othon et le conte de flandres et le conte de boloigne et plusors autres barons.

Met deze nota herdenkt Ingeborg, ondertussen weer koningin, de overwinning van haar echtgenoot in de slag bij Bouvines.
Bij het overlijden van Ingeborg in 1236 bleef het manuscript waarschijnlijk in het bezit van het koninklijk huis en was waarschijnlijk ooit in het bezit van de Heilige Lodewijk want op de achterzijde van de laatste bladzijde van de kalender staat een nota waarschijnlijk uit de veertiende eeuw die luidt: Ce psaultier fu saint Loys. Het Psalter is opgenomen in een inventaris van het mobilair van Karel V van Frankrijk uit 1380 en een inventaris van 1418 vernoemt het werk nog bij de bezittingen in het Kasteel van Vincennes, maar in 1420, in een nieuwe inventaris des joyaux, wordt het Psalter opgegeven als ontbrekend. Het manuscript was blijkbaar verloren gegaan tijdens de troebelen in de laatste jaren van de regering van Karel VI van Frankrijk.
In het handschrift werden bij het begin van de zeventiende eeuw nota’s toegevoegd die de geschiedenis van het boek beschrijven. De vervalser gaf een gedetailleerd en gedateerd overzicht van het parcours dat het werk had afgelegd. Hij beschreef onder meer dat Lodewijk XI het handschrift had geschonken aan zijn kapelaan Guillaume de Mesme, die het op zijn beurt had nagelaten aan Regnaud de Mesme. De falilie de Mesme die dit verhaal vernomen had van de markies van Fontenay-Mareuil, ambassadeur in Engeland, liet een nieuwe genealogie publiceren waarin van deze vervalste tekst gebruikgemaakt werd om hun afkomst door te trekken tot de tijd van de kruisvaarten.
Als het handschrift in het begin van de zeventiende eeuw ontdekt werd het in 1649 naar Frankrijk teruggebracht door de Franse ambassadeur Pierre de Bellièvre en verworven door Jean Antoine de Mesmes (1661-1723). Het Psalter blijft in de familie de Mesmes tot het in het begin van de negentiende eeuw door erflating terechtkomt bij de Graaf van Puységur en vervolgens bij de graaf van Lignac. Op aanraden van Léopold Delisle wordt het aangekocht door de Duc d’Aumale in 1892 voor 47.000 toenmalige Franse franc.

## Opdrachtgever
Deuchler neemt aan dat het boek tot stand kwam omstreeks 1195 in het noordoosten van het huidige Frankrijk, mogelijk in het bisdom Noyon. Bij de realisatie van de miniaturen zouden twee verluchters betrokken geweest zijn. Wat betreft de opdrachtgevers voor het werk zijn er twee hypotheses. Enerzijds vernoemt Deuchler Steven van Doornik, bisschop van die stad tussen 1192 en 1203. Anderzijds denkt hij aan Eleanor van Vermandois en in dat geval werd het psalter mogelijkerwijze gemaakt in het nonnenklooster van Fervaques bij Saint-Quentin Haussherr is van mening dat het psalter gemaakt is volgens de kalender van Parijs en in een Parijs atelier. Hij baseert zich voor zijn conclusie onder meer op de analyse van de heiligen die voorkomen in de kalenders van een aantal psalters uit Parijs en het noorden van Frankrijk uit dezelfde periode. In het laten voorafgaan van het psalmboek door een reeks van afbeeldingen ziet men dan weer een Engelse invloed. De kalender bevat trouwens een belangrijk aantal Engelse heiligen.
De Nederlandse kunsthistorica Elizabeth den Hartog is een gans andere mening toegedaan, zij oppert dat het handschrift wellicht gemaakt werd voor Isabella van Henegouwen misschien als huwelijksgeschenk van Filips van den Elzas haar oom bij het huwelijk met Filips II in 1180. Het manuscript zou dan in de omgeving van zijn hof zijn ontstaan. Aanwijzing hiervoor is onder meer de ‘muldenstil’ gebruikt bij de afbeelding van de plooien van de gewaden, die in Vlaanderen in die tijd zeer populair was en in Frankrijk eigenlijk nooit echt doorbrak. Het psalter zou dan pas in 1213 in handen gekomen zijn van Ingeborg die dan de fameuze notities in de kalender zou hebben laten toevoegen.
Het moge hierbij duidelijk zijn dat het laatste woord over eerste eigenaar, opdrachtgever en ontstaansdatum en plaats van het werk nog lang niet gezegd is.

## Inhoud
Het manuscript bevat de volgende secties:
- Zes folia met een kalender
- Zevenentwintig folia met 51 miniaturen. De meeste miniaturen beslaan een halve bladzijde en zijn boven elkaar geplaatst, er zijn ook enkele volbladminiaturen bij. De miniaturen staan los van het psalter en tonen scènes uit het Oude Testament en uit het leven van Christus. Er zijn ook vier scènes uit de legende van Theophilus.[16]
- Het eigenlijke psalter met de 150 psalmen. Het psalter begint met een bladgrote Beatusinitiaal (van de eerste psalm Beatus Vir) en bevat daarnaast nog 163 versierde initialen.
- De kantieken die traditioneel aan het psalter werden toegevoegd.
- Een Litanie van alle heiligen.
- Het Onzevader
- Het symbolum van de apostelen
- Het symbolum van Athanasius
- Diverse gebeden

## Betekenis
Dit werk is een scharnierpunt tussen de romaanse en de gotische stijl. De miniaturen die het psalter voorafgaan zijn totaal verschillend van de romaanse productie van de voorafgaande jaren. Ze getuigen van de overgang van het romaans naar het gotisch in de boekverluchting, een beweging die al een tijdje op gang was in de architectuur en de beeldhouwkunst. Op het moment dat dit werk ontstaat, is de bouw van de grote gotische kathedralen al volop bezig. De artiest die de miniaturen schilderde vervangt de sterk geabstraheerde en geïdealiseerde romaanse personages door meer realistische figuren die volume krijgen. De afbeelding en het groeperen van de personages, de composities en de serene gelaatsuitdrukking doen denken aan de Byzantijnse mozaïeken die we terugvinden in Zuid-Italië en Sicilië bijvoorbeeld in Palermo, Monreale of Cefalù. De kleuren blijven wel opaak zoals in het westen gebruikelijk was hoewel met het diep blauw en het karmijn rood dat hier en daar gebruikt wordt, het nieuwe kleurenpalet van de gotiek wordt aangekondigd.

## Weblinks
- Biografie van de Meester van het Ingeborgpsalter
- Psalter door de meester van het Ingeborgpsalter

Albanus Psalter · Anglo-Catalaans psalter · Arundel psalter · Psalter van Blanche van Castilië · Cathach van Sint-Columba · Dagulf-psalter · Eadwine psalter · Fécamp psalter · Harley psalter · Hunter psalter · Ingeborgpsalter · Kopenhagen psalter · Leidse Psalter van Lodewijk de Heilige · Psalter van Jean de Berry · Psalter van Lodewijk de Duitser · Luttrell psalter · Macclesfield Psalter · Parijse Psalter van Lodewijk de Heilige · Melisende Psalter · Queen Mary Psalter · Tiberius Psalter · Utrechts Psalter · Wachtendonckse Psalmen